# 1.59インチビッカース Q.F. ガン, Mk II
1.59インチビッカース Q.F. ガン, Mk IIとは第一次世界大戦でイギリス軍が塹壕戦で使用するために開発した歩兵砲である。
航空機に搭載され空対空にも使用された、ロケット弾は使用できないが「ビッカース・クレイフォード・ロケットガン（Vickers-Crayford rocket gun）」の通称で呼ばれた。

## 概要
トーチカ内の機関銃や塹壕内の歩兵を攻撃するための大砲として第一次世界大戦の初期に設計された、
歩兵用に移動力を高めるために非常に小型軽量であった。
標準的な火砲に比べて推進剤の爆発に耐えられる上限が低いため、初速も低く、1.2ポンド（0.54キロ）の砲弾を初速800フィート（244メートル）で発射することができる。
徹甲弾を初速1,000フィート（305メートル）で発射することができる。
砲弾は海軍が使用していた40x158R対空カートリッジの短縮バージョンである40x79Rカートリッジを使用している。
再装填するためには手動で薬莢を排出しなければならず、発射速度は遅かった。
反動を減らすために油圧とバネからなる駐退復座機を持ち大きなマズルブレーキを装備していた。

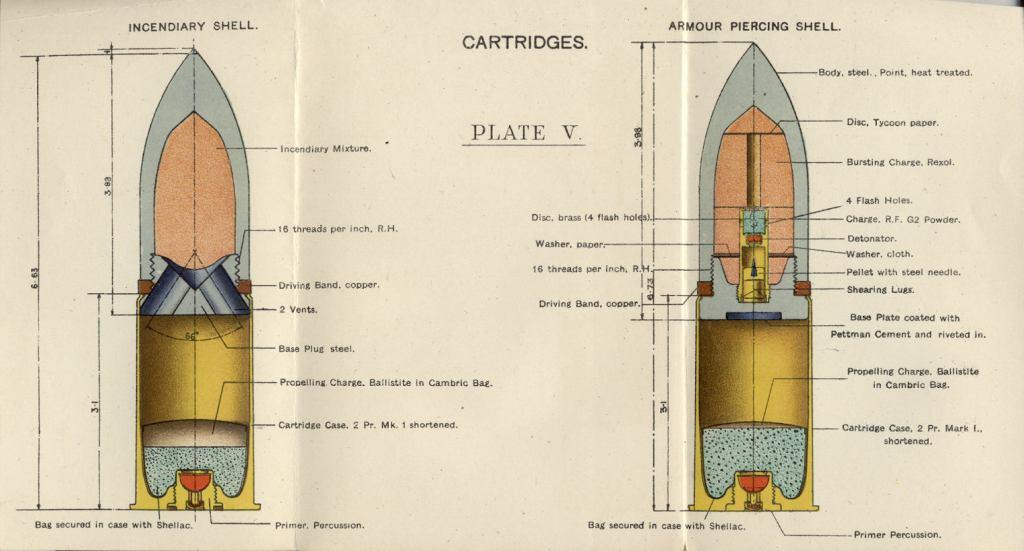
焼夷弾頭 (左) と徹甲弾 (右)

## 航空機用として
飛行船や観測気球に対する空対空武器としても使用された。
運用テストのために1917年4月に第100および102飛行隊、ロイヤルフライング隊のFE2b航空機に装着された。
102番隊の隊長TJCマーティンとFE2bパイロットは熱狂的な報告書を提出した。
焼夷弾を発射したとき、激しく炎を吹き出す姿から別名である「ビッカース・クレイフォード・ロケットガン」の名前が付いた。
ドイツの飛行船を撃墜できることを期待され、夜間戦闘機に斜めに設置された砲は飛行船の下を飛びながら上方の飛行船を砲撃する方法がとられた。
運用テストが行われたが1917年5月に墜落してから運用は消極的になったが第一次世界大戦の終了まで使用された。

## リファレンス
- Author's amendment and updating list, 28 July 1993, for Woodman, Harry, Early Aircraft Armament: The Aeroplane and the Gun up to 1918, since published as Williams, Anthony G. and Emmanuel Gustin, Flying Guns World War I: Development of Aircraft Guns, Ammunition and Installations 1914-32, Marlborough, Wiltshire, United Kingdom: Crowood Press, 2003, ISBN 1-84037-396-2.
- 37mm and 40mm Guns in British Service
- The Cannon Pioneers: The Early Development and Use of Aircraft Cannon